# Swarzędz
Swarzędz este un oraș în Polonia.